# A3 Apulia Project
Gli A3 Apulia Project sono un gruppo musicale italiano di genere etnico/folk nato a Terlizzi, provincia di Bari, nel 2007 formato da Fabio Bagnato (voce, chitarra acustica, chitarra battente), Walter Bagnato (pianoforte, fisarmonica), da Angelo Verbena (basso elettrico e contrabbasso) e Tommaso Summo (batteria).

## Storia

### Nascita ed esordi (2007-2009)
Formatisi a gennaio del 2007 con il nome "A3" da un'idea dei compositori Fabio Bagnato e Walter Bagnato, già dall'estate dello stesso anno hanno cominciato a girare l'Italia partecipando a numerosi festival internazionali tra cui Festival de Popoli del Mediterraneo, Controfestival, MEI, Adriatico Mediterraneo. Nella primavera del 2007 hanno autoprodotto un demo intitolato A3, che ha permesso al gruppo pugliese di firmare, nel novembre dello stesso anno, un contratto discografico con la Folk Club Ethnosuoni di Casale Monferrato diretta da Maurizio Martinotti. Grazie alla pubblicazione del primo disco dal titolo Trasudando, gli A3 hanno ritirato a febbraio 2008 il premio "Andrea Sacco - La voce del Gargano”; il disco è stato poi presentato in importanti emittenti radiofoniche quali MAPAMUNDI (Spagna), BBC Radio 3 (Inghilterra), Rai Radio 1 con Michael Pergolani e Renato Marengo e la rivisitazione della Tammurriata Alli Uno è stata inserita nella compilation dell'Arci SanaRecords , prodotta dall'Arci di Milano e Sana Records.
Nel 2009 l'esperienza concertistica si è consolidata e il gruppo è stato ospite di importantissimi festival a livello europeo: a maggio ha partecipato al Festival international de musique universitaire (FIMU) a Belfort, in Francia, e a giugno è stato ospite dell'istituto italiano di cultura di Wolfsburg per la rassegna di musica internazionale Sommerbuhne.

### DaOdysseiaal terzo discoMurex(2010-ad oggi)
A gennaio 2010, il gruppo inizia a lavorare al secondo lavoro discografico e danno vita ad un lavoro meno tradizionale e più etno/folk. Ad aprile del 2011 la Compagnia Nuove Indye diretta da Paolo Dossena, mette sotto contratto il gruppo, che, per consiglio dello stesso discografico, cambia nome in A3 Apulia Project. A luglio 2011 esce ufficialmente Odysseia, disco che ha portato i musicisti pugliesi a calcare il palco del Kaulonia Tarantella Festival diretta da Eugenio Bennato. Con Odysseia, il gruppo ha vinto ad Orvieto l'Umbria Mei folk Festival, vittoria che li ha portati a suonare insieme a Bandabardò e Peppe Voltarelli al Meeting delle etichette indipendenti di Faenza.
Ad ottobre del 2011 Livio Minafra e Domenico Mininni lasciano la formazione e Francesco Rossini (basso elettrico) e Giacomo de Nicolo (batteria) prendono il posto di Nico Cipriani e Domenico Mininni. Nel 2012 la formazione definitiva è composta, oltre che dai fratelli Bagnato, fondatori e produttori del progetto musicale, da Angelo Verbena (basso elettrico e contrabbasso) e Tommaso Summo (batteria).
A novembre 2014 esce Murex, un concept album di 11 brani prodotto e distribuito da Compagnia Nuove Indye.
Il 29 luglio 2016 viene distribuita da Arnoldo Mondadori Editore la compilation "Pizzica la taranta", in cui il gruppo pugliese è presente con il singolo Aracne.
Il 28 marzo 2025 il singolo Kairòs viene distribuito dall'etichetta Compagnia Nuove Indye sulle principali piattaforme di streaming.

## Formazione

### Formazione attuale
- Fabio Bagnato – voce, chitarra acustica e chitarra battente (2007-presente)
- Walter Bagnato – pianoforte e fisarmonica (2007-presente)
- Angelo Verbena – basso (2012 - presente)
- Tommaso Summo – batteria (2012 - presente)

### Ex componenti
- Livio Minafra – fisarmonica (2007-2011)
- Pasquale Lamparelli – tamburi a cornice (2007-2011)
- Nico Cipriani – basso elettrico (2007-2011)
- Domenico Mininni – percussioni (2007-2011)
- Francesco Rossini – basso (2011- 2012)
- Giacomo de Nicolo – batteria (2011-2012)

## Discografia

### Album in studio
- 2008 – Trasudando
- 2011 – Odysseia
- 2014 – Murex

## Videografia

### Video musicali
- 2015 - Smetto (regia di Francesco Leschiera)

## Premi
- 2008 - Premio Andrea Sacco - la voce del Gargano (cultura per il Mediterraneo)
- 2013 - Premio Anna Colasanti[9]
- 2017 - Premio "La musica è lavoro"[12]
- 2022 - Vincitori assoluti e premio per la miglior musica e arrangiamento "Circonomia Green Music Festival"